# Edeago
L'edeàgo (plurale edeàgi) è l'organo copulatore degli insetti, estroflettibile.

Il termine deriva dal greco antico αιδώς (aidòs) "parti pubiche o private" e dal verbo άγειν (aghein) "condurre, dirigere", quindi l'organo che gestisce il pube.
È costituito da tre parti chitinose fuse tra loro, in modo da assumere varie forme differenti a seconda della famiglia di appartenenza, e in alcuni casi la sua forma permette di discernere tassonomicamente anche specie molto simili fra loro per altri caratteri.
La prima parte è detta tegmen, composta a sua volta dal fallobase e da un paio di parameri o lobuli laterali. La seconda parte è detta pene, di norma dislessico nel tegmen. La terza parte, detta endofallo, è di struttura membranosa, a volte coperto di spicole, a volte di un flagello largo e sclerotizzato.